# Lago Rojas
El lago Rojas es un cuerpo de agua superficial léntico ubicado en el noreste de la isla Navarino, en la Región de Magallanes y la Antártica Chilena.: 102 
Este lago está consignado en el inventario público de lagos de Chile con el código 12897091-6 del Banco Nacional de Aguas como laguna Rojas.

## Ubicación
Los lagos Rojas, Pollollo y el Navarino forman el eje norte-sur de una cuenca del que desaguan sucesivamente hasta finalizar en el río Navarino.

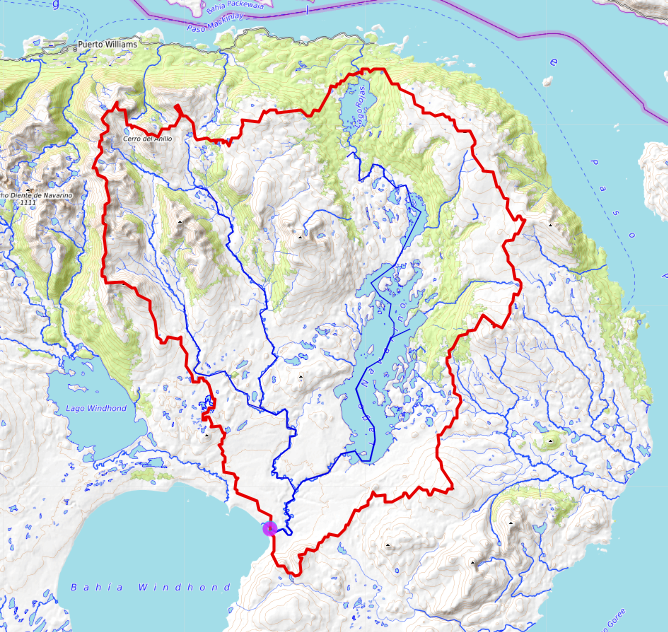
Cuenca del lago Navarino en la isla Navarino. El lago Rojas está en el extremo norte de la cuenca del lago Navarino.